# Veličná
Veličná (em húngaro: Nagyfalu) é um município da Eslováquia, situado no distrito de Dolný Kubín, na região de Žilina. Tem 29,3 km² de área e sua população em 2018 foi estimada em 1.326 habitantes.

## Demografia
| Ano:        | 1994 | 2004    | 2014    | 2024    |
| ----------- | ---- | ------- | ------- | ------- |
| Broj ljudi: | 731  | 870     | 1136    | 1616    |
| Razlika:    |      | +19,01% | +30,57% | +42,25% |

| Ano:               | 2023 | 2024   |
| ------------------ | ---- | ------ |
| Número de pessoas: | 1577 | 1616   |
| Diferença:         |      | +2,47% |